# Euperilampus triangularis
Euperilampus triangularis är en stekelart som först beskrevs av Thomas Say 1829.  Euperilampus triangularis ingår i släktet Euperilampus och familjen gropglanssteklar. Inga underarter finns listade i Catalogue of Life.

## Bildgalleri

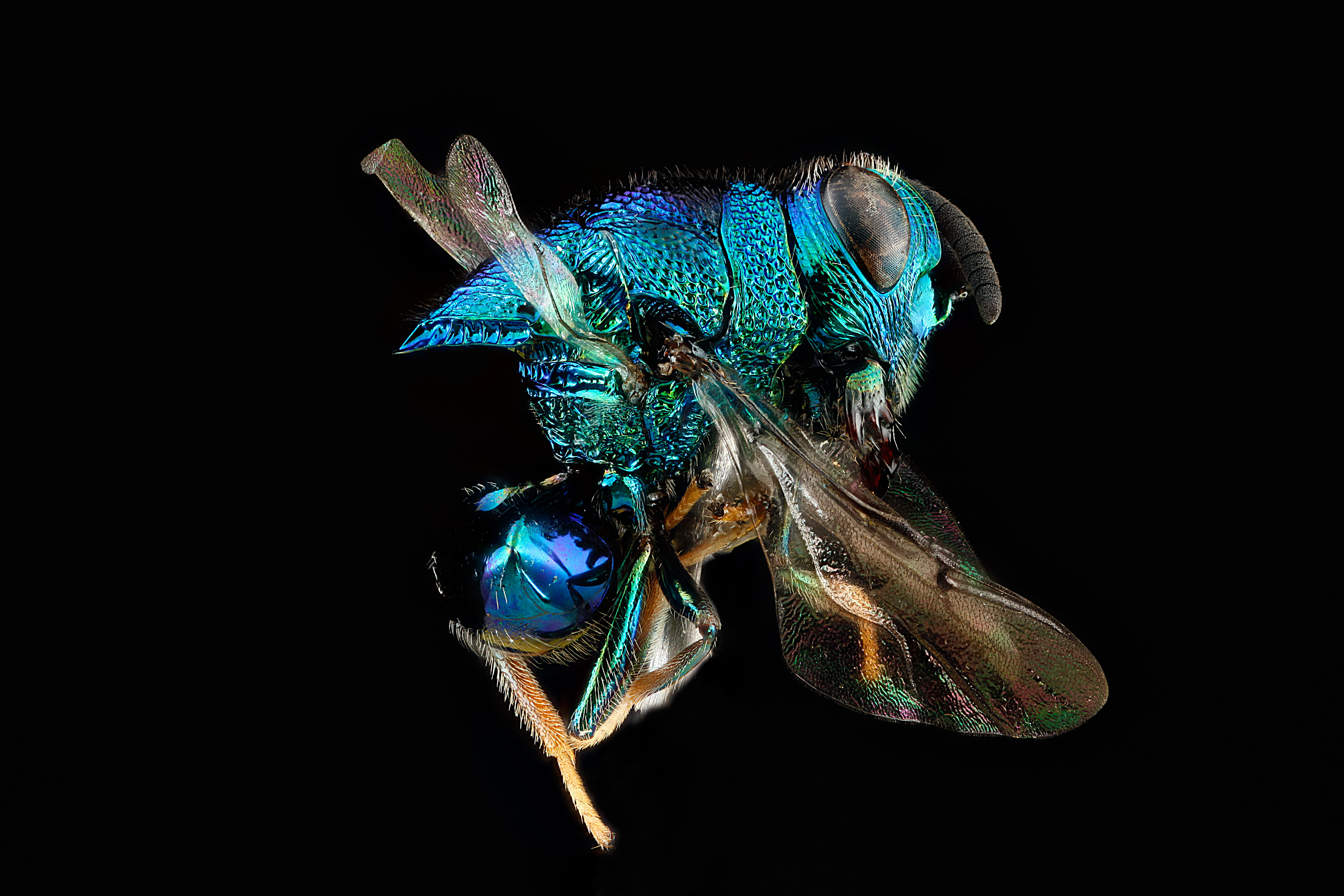